# M'Naguer
M'Naguer là một đô thị thuộc tỉnh Ouargla, Algérie. Dân số thời điểm năm 2002 là 11.243 người.